# سايوز 40

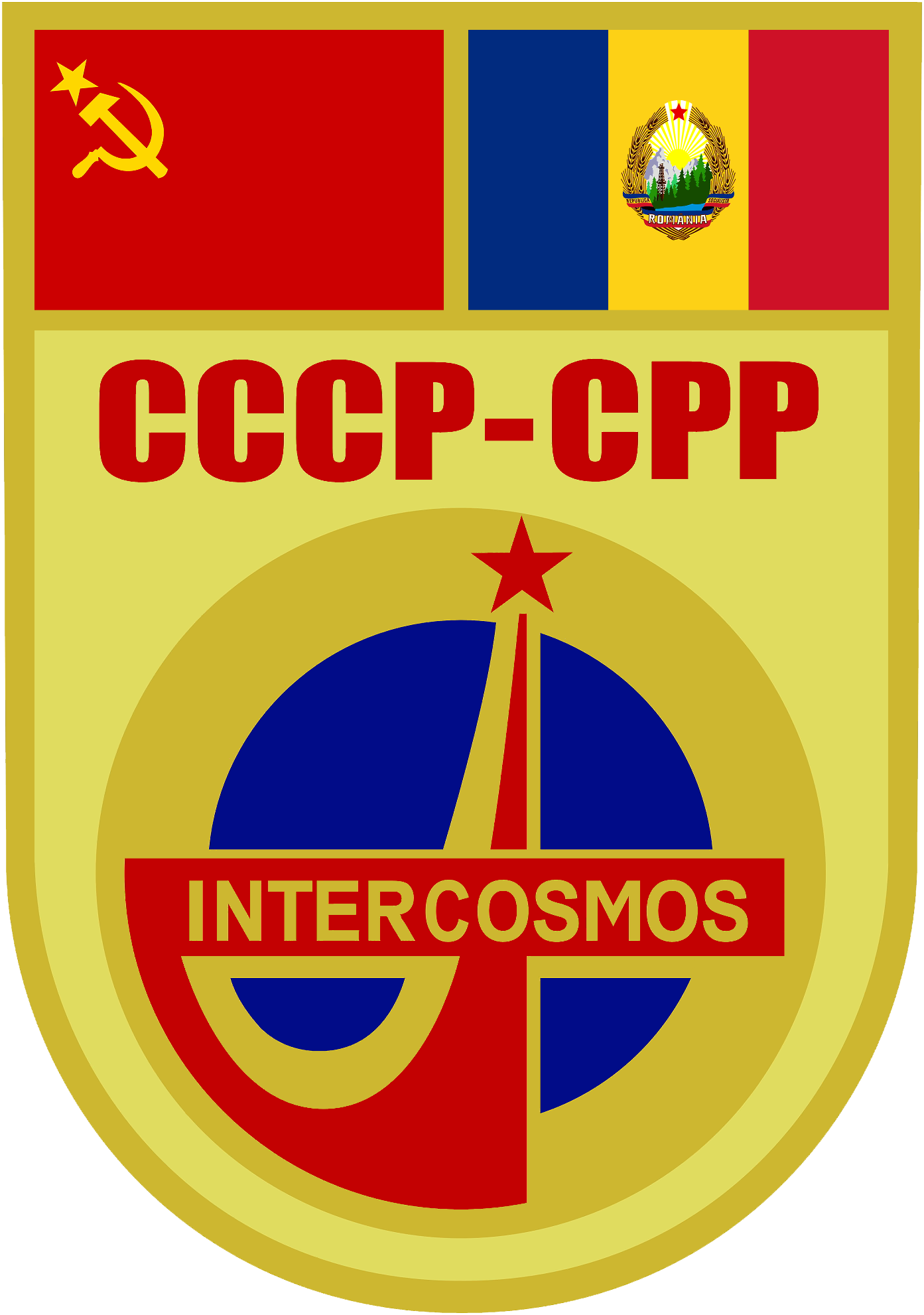
شعار الرحلة

سويوز40 هي بعثة رحلت الفضاء المأهولة السوفياتي أطلقة عام1981 وآخر مرة تم استخدام 7K-T سويوز الفضائية. وكان التعاون بين الاتحاد السوفياتي ورومانيا.

## معلومات البعثة
- القداس: 6800 كجم
- الحضيض: 198.1 كلم
- الأوج: 287 كلم
- الميل: 51.6 °
- الفترة: 89.06 دقيقة

وهي البعثة السادسة عشر في برنامج سويوز الفضائي إلى محطة ساليوت 6. 9 الدولية وقام بالرحلة كل من دوميترو بروناريو من رومانيا وبوبوف ليونيد من الاتحاد السوفياتي